# Schattdorf
Schattdorf är en ort och kommun i kantonen Uri, Schweiz. Kommunen har 5 462 invånare (2023).